# Gul tempellilja
Gul tempellilja (Lycoris africana) är en art i familjen amaryllisväxter från Japan, Myanmar, Taiwan och Vietnam. Arten odlas ibland som krukväxt i Sverige.
Gul tempellija är en flerårig ört med lök. Bladen kommer vanligen fram på hösten, de blir 30-60 cm långa, 15-24 mm breda, daggiga, relativt köttiga och har spetsig spets. Blomstängeln är 30-60 cm hög och bär 4-7 blommor i en flock. Hyllet är trumpetformat, gult med en 12-15 mm lång pip. Hyllebladen är 5-6 cm långa, utåtböjda, de har vågiga kanter och har ofta en blekt grön mittrand. Ståndarna är något till mycket längre än hyllet.

## Varieteter
Två varieteter kan urskiljas:
- var. africana - som har ståndare som bara är något längre än hyllet.
- var. angustitepala - som har smalare hylleblad och stådare som är dubbelt så långa som hyllet. Förekommer i Kina.

## Synonymer och auktorer
var. africana Lam.
- Amaryllis aurea L'Hér.
- Lycoris aurea (L'Hér.) Herb.
- Nerine aurea (L'Hér.) Sweet

var. angustitepala P.S.Hsu, S.Kurita, Z.Z.Yu & J.Z.Lin

### Webbkällor
- Amaryllidaceae.com
- Wikispecies har information om Lycoris aurea.